# Suprémacisme
Cet article concerne l'idéologie de supériorité. Pour le mouvement d'art moderne, voir suprématisme.
Le suprémacisme est une idéologie de supériorité et de domination : elle affirme qu'une certaine catégorie d'êtres est supérieure aux autres et se doit de les dominer, voire de les asservir, ou qu'elle est en droit de le faire. La catégorie supposée supérieure peut être définie selon divers critères, tels que l'espèce, la race, le sexe, la classe sociale, la religion ou tout autre système de croyances, la civilisation, la culture, ou la langue.

## Suprémacisme de l’espèce humaine
Apparue dans l’Ancien Testament, l’idée d’« Homme créé à l’image de Dieu », destiné à « dominer la Terre et les autres créatures », est partagée par les religions abrahamiques, mais se diffuse aussi dans l’anthropologie, la philosophie et la physiocratie, étayant la croyance anthropocentriste qui considère l’espèce humaine comme le « fleuron de l’évolution », au sommet d’un « ordre naturel » qui lui donne le droit d’exploiter les ressources de la Terre selon ses besoins, sans se soucier des autres espèces.

## Suprémacisme de race

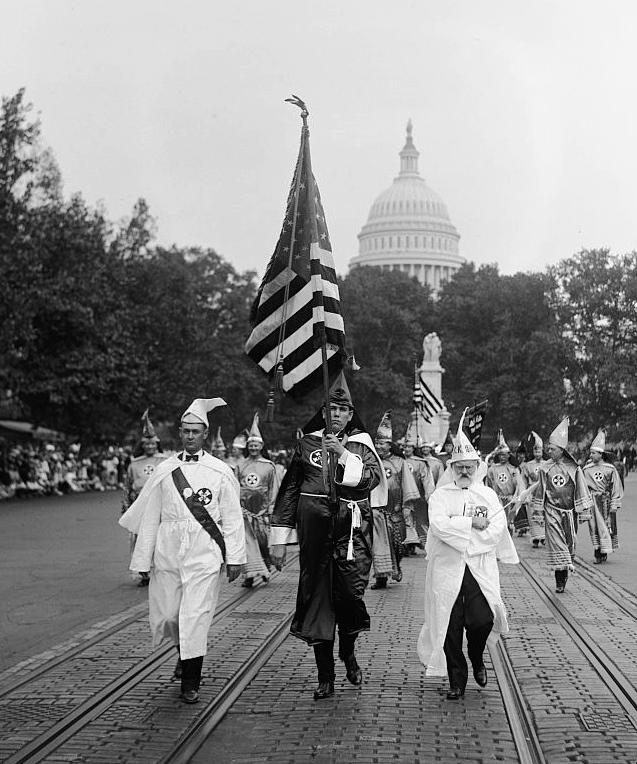
Parade du Ku Klux Klan à Washington, D.C. en 1926.

Bien que la notion de « race humaine » ne soit pas biologiquement valide pour l’espèce Homo sapiens, elle est largement utilisée par les mouvements conservateurs qui utilisent la dépréciation de diverses « races » considérées comme « inférieures », « nuisibles » ou « parasitaires », et ont historiquement pu aller jusqu’à leur extermination (voir Génocide, Shoah, Porrajmos, Aktion T4…).

### Suprémacisme de race motivé par la religion
Le suprémacisme de race, par exemple le suprémacisme blanc, peut parfois se parer de motivations religieuses en mobilisant par exemple l'idée de l'élection (peuple élu).

#### Christianisme
L’Église catholique romaine a ainsi soutenu l’esclavage, notamment par la bulle du pape Nicolas V, Romanus pontifex publiée en 1454, qui légitime l’esclavage des Africains. Dans le Sud-Est des États-Unis (Bible Belt) et en Afrique du Sud, par exemple certains calvinistes et évangéliques se sont appuyés sur une interprétation littérale de la malédiction de Canaan dans le livre de la Genèse (9:25 à 27) et de la « Table des peuples », pour justifier l’esclavage, la ségrégation et l’apartheid, encouragés par les doctrines raciales de l’anthropologie du XIXe siècle,, héritées d'Arthur de Gobineau à qui l’on doit le premier livre en français s’appuyant sur la science pour tenter de prouver la hiérarchie des races dans son Essai sur l’inégalité des races humaines.

#### Islam
Le statut d'esclave est soutenu par le Centre de recherches et de fatwas de Daech qui a établi que ces pratiques existaient déjà au Moyen Âge, avant que l'esclavage ne soit aboli. Selon un document daté du 16 octobre 2014, présenté par l'agence de presse Iraqi news, l'État islamique aurait fixé le prix de vente des femmes yésides ou chrétiennes, comme esclaves, entre 35 et 138 euros. « Une fillette âgée de un à neuf ans coûterait 200 000 dinars (soit 138 euros), une fille de dix à vingt ans 150 000 dinars (104 euros), une femme entre vingt et trente ans 100 000 dinars (69 euros), une femme entre trente et quarante ans 75 000 dinars (52 euros) et une femme âgée de quarante à cinquante ans 50 000 dinars (35 euros) ». Le document mentionne l'interdiction « d'acheter plus de trois femmes », sauf pour les « Turcs, les Syriens ou les Arabes du Golfe ».

#### Judaïsme
Ilan Pappé, un historien israélien expatrié, écrit que la première Aliyah en Israël « a établi une société fondée sur la suprématie juive » au sein de « colonies-coopératives » détenues et gérées par des Juifs. Joseph Massad, professeur d'études arabes, soutient que la « suprématie juive » a toujours été un « principe dominant » dans le sionisme religieux et laïc. Le sionisme a été établi dans le but de créer un État juif souverain, où les Juifs pourraient être la majorité, plutôt que la minorité. Theodor Herzl, le père idéologique du sionisme, considérait l'antisémitisme comme une caractéristique éternelle de toutes les sociétés dans lesquelles les Juifs vivaient en tant que minorités, et par conséquent, il pensait que seule une séparation pourrait permettre aux Juifs d'échapper à la persécution éternelle.
Au lendemain des élections législatives israéliennes de 2022, la coalition de droite gagnante comprenait une alliance connue sous le nom de Parti sioniste religieux, qui a été décrit par le chroniqueur juif-américain David E. Rosenberg comme un parti politique « animé par la suprématie juive et le racisme anti-arabe ».

## Suprémacisme de genre
L’idéologie postulant que le masculin prime sur le féminin, considère que la force musculaire qui est, en moyenne, plus grande chez les Homo sapiens mâles, constituerait un « ordre naturel », issu de l’évolution ou d’une volonté divine, qui donnerait aux hommes un statut supérieur aux femmes, avec plus de droits et de responsabilités, notamment celle de gouverner seuls les sociétés. Cette idéologie va souvent de pair avec l’homophobie et les différentes autres formes de discriminations familiales et sexuelles. Le suprémacisme féminin, plus rare, inverse les rôles en postulant que l’intelligence féminine et la maternité constitueraient une autre forme de « supériorité naturelle », l’homme étant alors réduit au rôle de fécondateur.

## Suprémacisme de classe

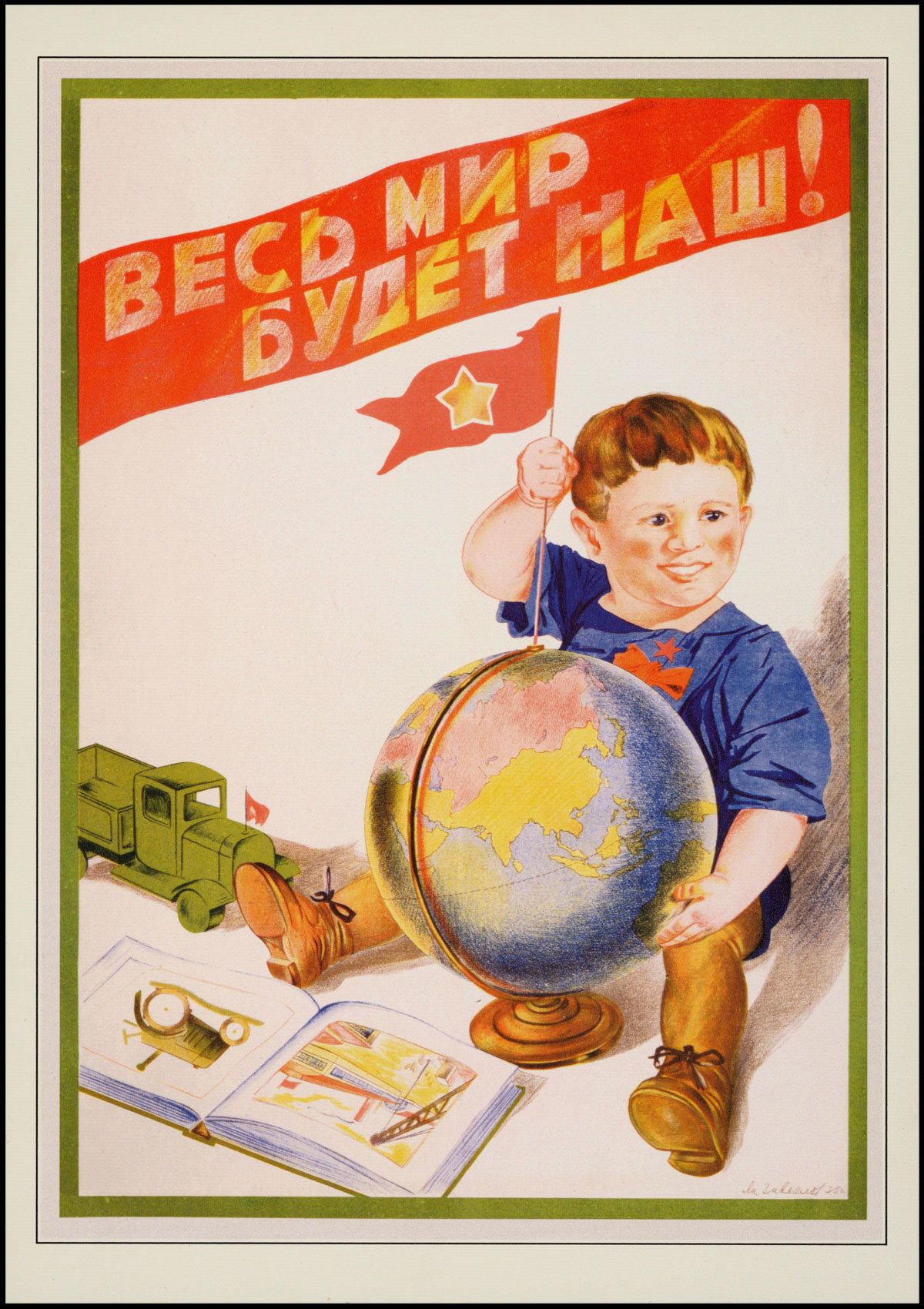
Affiche soviétique de 1935 avec l'inscription suprémaciste de classe « Le monde entier sera à nous ! », par Jacob Zavialov (1887-1938) : cette affiche doit être resituée dans son contexte, celui de la révolution russe.

Compatible avec l’idéologie méritocratique, qui postule que les personnes au sommet de l’échelle sociale ont des droits étendus vis-à-vis du reste de la société, par exemple en ce qui concerne la consommation des ressources ou les décisions favorisant leur maintien au sommet de la pyramide sociale, le suprémacisme de classe peut être aristocratique (systèmes monarchiques), bourgeois (systèmes capitalistes) ou prolétarien (systèmes marxistes-léninistes communistes). Quel qu’il soit, le suprémacisme de classe s’appuie sur les notions de lutte des classes et d’ennemi de classe, et peut se revendiquer comme démocratique.

## Suprémacisme religieux
Le suprémacisme religieux postule que les dogmes d’une religion expriment une vérité absolue et indiscutable, donnant aux adeptes de cette religion droit à une supériorité sur ceux des autres confessions, et un devoir de convertir ces derniers à la religion dominante. C’est entre autres le cas de la notion de Filioque dans le catholicisme, qui postule que le Saint-Esprit procède non seulement de Dieu-le-Père, mais aussi de son fils Jésus-Christ, ce qui justifia l’alternative « la conversion ou la mort » qui fut imposée dans le cadre des guerres de religion et du colonialisme ; dans l’islam aussi, la loi musulmane légitime diverses discriminations entre d’un côté les ikhwan mukhlis et les ma’mīnīm (« frères croyants » et « convertis », dominants) et de l’autre côté les dhimmis et les kafres (non-musulmans, « protégés » ou simples « infidèles », dominés). Il existe aussi un courant suprémaciste juif implanté en Israël,.

## Suprémacisme civilisationnel ou linguistique
Les pays impérialistes et colonialistes d’Europe occidentale ont donné comme principale justification à leurs campagnes coloniales la « supériorité » de leur civilisation définie par la notion d’occident chrétien, justification qui s’est incarnée dans les expressions « fardeau de l’homme blanc » forgée par Rudyard Kipling et « choc des civilisations » popularisée par Samuel Huntington. En Russie, un messianisme lié aux notions de « troisième Rome », de « patrie du socialisme » et, plus récemment, de « renaissance russe » (vozrojdenie Rossii), génère une vision péjorative de la civilisation européenne qui serait décadente parce que l’idée des droits de l'Homme y place les droits de l’individu au-dessus du « destin commun de la nation » (obchtchestvo sud’by, notion définie en 1936 sous le nom de Schicksalsgemeinschaft par l’autrichien Alois Carl Hudal dans le sens de « courant de l’histoire et tendances de l’évolution d’une nation »). Imprégnée par cette vision, la nomenklatura russe post-soviétique refusa d’adhérer au modèle civilisationnel international qui lui était proposé dans la décennie 1990 et choisit de relancer la guerre froide et même la guerre tout court afin de reconstituer la puissance impériale de la Russie. Une semblable évolution s’est produite en Chine à partir de la répression du « Printemps de Pékin » et durant le processus de « normalisation » qui a suivi. De nombreux partisans de l'extrême droite et d'autres idéologies marginales ne reconnaissent pas comme « blancs » un certain nombre de groupes ethniques qui sont habituellement classés comme caucasiens, et qui sont en fait également classés comme « blancs » (les Juifs, les Perses, la plupart des Arabes et des groupes ethniques du Moyen-Orient et d'Afrique du Nord, les Hispaniques/Latinos d'apparence caucasienne) sur la base de critères culturels et religieux, en les contrastant avec des critères anthropologiques distinguées,.

## Effets des idéologies suprémacistes
La diffusion croissante des idées suprémacistes au XXIe siècle va de pair avec l’intensification de la domination de l’espèce humaine sur les autres espèces et sur les équilibres dynamiques de la Terre, avec la radicalisation de toutes les sphères idéologiques et avec l’exacerbation des tensions internationales, qui relancent une nouvelle course aux armements,. L'idéologie suprémaciste conçue par des élites, et diffusée par tous les canaux possible, mais surtout en ligne est un facteur causal direct de comportements discriminatoires et violents dans la société réelle.